# 子爵
子爵（ししゃく、英: Viscount [ˈvaɪkaʊnt]）は、近代日本で用いられた爵位（五爵）の第4位。伯爵の下位、男爵の上位に相当する。ヨーロッパ諸国の貴族の爵位の日本語訳に使われる。

## 日本の子爵

### 華族の子爵
1869年（明治2年）6月17日の行政官達543号において公家と武家の最上層たる大名家を「皇室の藩屏」として統合した華族身分が誕生した。当初は華族内において序列を付けるような制度は存在しなかったが、華族身分設置当初から華族内の序列付けをしようという意見があり、様々な華族等級案が提起されたが、最終的には法制局大書記官の尾崎三良と同少書記官の桜井能監が1878年（明治11年）に提案した上記の古代中国の官制に由来する公侯伯子男からなる五爵制が採用された。
1884年（明治17年）5月頃に賞勲局総裁柳原前光らによって各家の叙爵基準となる叙爵内規が定められ、従来の華族（旧華族）に加えて勲功者や臣籍降下した皇族も叙爵対象に加わり、同年7月7日に発せられた華族令（明治17年宮内省達、明治40年皇室令第2号）と華族授爵ノ詔勅により、五爵制に基づく華族制度の運用が開始された。なおこの際に旧華族にあった終身華族（一代限りの華族）の制度は廃止され、華族はすべて世襲制となった。
子爵は公爵、侯爵、伯爵に次ぐ第4位（正従三位）に位置づけられた。男爵の上位である。叙爵内規では子爵の叙爵基準について「一新前家ヲ起シタル旧堂上 旧小藩知事即チ現米五万石未満及ヒ一新前旧諸侯タリシ家 国家二勲功アル者」と定めていた。
子爵家の数は明治17年（1884年）時点では324家（華族家の総数509家）、1902年時点では362家（同789家）、1920年時点では381家（同947家）と漸次増えていったが、これをピークとして、1947年時点では351家（同889家）に減っていた。制度発足時の明治17年（1884年）の段階では子爵家は華族全体の63．7％を占め、男爵家よりもはるかに数が多かったが、その後男爵が急増し、明治40年（1907年）になって子爵家と男爵家の数が同数に並び、この後は男爵家の方が多くなり、上に行くほど少なく下に行くほど多いという綺麗なピラミッド構造となった。
宮中女官は伯爵以下の華族の娘が務めることが多かった。近代前、宮中女官は平堂上の公家の娘が務めており（摂家・清華家・大臣家の娘は女官にはならなかった）、明治後に平堂上に相当する家格が伯爵家・子爵家だったため伯爵以下の娘たちがやっていた。女官には典侍、掌侍、命婦、女嬬といった序列があり、例外もあるが基本的に人事は出身家の爵位で決まり、伯爵家の娘が上位の役職に就き、子爵家・男爵家の娘は下位の役職に配置されるのが普通だった。
明治19年（1886年）の華族世襲財産法により華族は差押ができない世襲財産を設定できた。世襲財産は土地と公債証書等であり、毎年500円以上の純利益を生ずる財産は宮内大臣が管理する。全ての華族が世襲財産を設定したわけではなく、明治42年時点では世襲財産を設定していた華族はわずかに26％にすぎない。
旧公家華族は経済的に困窮している家が多かったことから、明治27年（1894年）には明治天皇の結婚25周年記念で「旧堂上華族恵恤賜金」が作られ、その利子が旧公家華族に支給されることになった。配分は公侯爵が3、伯爵が2、子爵が1という割合で年間支給額では公侯爵が1800円、伯爵1200円、子爵600円だった。
明治40年（1907年）の華族令改正により襲爵のためには相続人が6か月以内に宮内大臣に相続の届け出をすることが必要となり、これによりその期間内に届け出をしないことによって襲爵を放棄することができるようになった。ただしこれ以前にも爵位を返上する事例はあった。
1947年（昭和22年）5月3日に施行された日本国憲法第14条（法の下の平等）において「華族その他の貴族の制度は、これを認めない。」と定められたことにより子爵位を含めた華族制度は廃止された。

#### 貴族院における子爵
1889年（明治22年）の貴族院令により貴族院議員の種別として華族議員が設けられた（ほかに皇族議員と勅任議員がある）。華族議員は公侯爵と伯爵以下で選出方法や待遇が異なり、公侯爵が30歳に達すれば自動的に終身の貴族院議員に列するのに対し、伯爵以下は同爵者の間の連記・記名投票選挙によって当選した者のみが任期7年で貴族院議員となった。この選挙の選挙権は成年、被選挙権は30歳以上だった。選挙と任期が存在する伯爵以下議員は政治的結束を固める必要があり、公侯爵議員より政治的活動が活発だった。また公侯爵議員は無給だったため、貴族院への出席を重んじない者が多かったが、伯爵以下議員は議員歳費が支給されたため、議席を希望する者が多かった。なお議員歳費は当初は800円（+旅費）で、後に3000円に上がっており、かなりの高給である。貧しい家が多い旧公家華族には特に魅力的な金額だったと思われる。特に子爵の場合は旧公家華族だけでなく旧大名華族も小大名だった家がほとんどなので経済状態が芳しくないことが多く議席を欲する者が多かった。研究会幹部だった貴族院議員酒井忠亮子爵も「大学を卒業して傾いていた家運を挽回するのにどうし様かと思った。安月給取りではやっていけない。結局早く（貴族院に入って）研究会の幹部になる外はないと思った」と述懐している。そのため子爵たちの選挙戦は激しいものがあった。
伯爵以下議員はそれぞれの爵位の中で約18パーセントの者が貴族院議員に選出されるよう議席数が配分されており、当初は伯爵議員14人、子爵議員70人、男爵議員20人だったが、それぞれの爵位数の変動（特に男爵の急増）に対応してしばしば貴族院令改正案が議会に提出されては政治論争となった。その最初のものは桂太郎内閣下の1905年に議会に提出された第一次貴族院令改正案（伯爵17人、子爵70人、男爵56人）だったが、日露戦争の勲功で急増していた男爵の数が反映されていないと男爵議員が反発し、貴族院で1票差で否決。これに対応して桂内閣が1909年に議会に提出した第2次改正案は男爵議員数を63名に増加させるものだったが、その比率は伯爵が5.94名、子爵が5.38名、男爵が6名につき1名が議員という計算だったので「子爵保護法」と批判された。しかしこれ以上男爵議員を増やすと衆貴両院の議員数の均衡が崩れ、また貴族院内の華族議員と勅選議員の数の差が著しくなるとの擁護があり、結局政府原案通り採決された。さらに第一次世界大戦の勲功で男爵位が増加した後の1918年（寺内正毅内閣下）には伯爵20人、子爵・男爵を73名以内とする第三次改正案が議会に提出された。さらに1925年の加藤高明内閣下の第四次改正では子爵議員の定数を4名削減された。これにより最終的には子爵議員の数は66名となった。
貴族院内には爵位ごとに会派が形成されており、子爵議員たちは「研究会」という会派を形成した。「研究会」には勅選議員も多数参加し、院内における最大会派となり、1920年代に大きな力を持った。特に華族議員制度の解体を目指していた加藤高明内閣による貴族院改革案を研究会は常に反対し続けた。

#### 子爵家の一覧

##### 旧公家の子爵家
叙爵内規では「一新前家ヲ興シタル旧堂上」を公家からの子爵位の対象者に定めていた。ただし伯爵以上に該当する家はそちらに叙される。具体的には摂家（公爵）と清華家（侯爵）を除く堂上家について「大納言迄宣任の例多き」堂上家であれば伯爵位を与えられ、それに該当しない堂上家が子爵位を与えられた。「大納言迄宣任の例多き」の意味については柳原前光の『爵制備考』で解説されており「旧大臣家三家」「四位より参議に任じ大納言迄直任の旧堂上二十二家」「三位より参議に任ずといえども大納言迄直任の旧堂上三家」「大納言までの直任の例は少ないが従一位に叙せられたことのある二家」のことを指す。直任とは中納言からそのまま大納言に任じられることをいい、公家社会ではいったん中納言を辞して大納言に任じられる場合より格上の扱いと見なされていた。この直任の例が一回でもあれば「宣任の例多き」に該当する。そしてこれらに該当しない堂上家が子爵である。以下の家が該当せず堂上家から子爵になった家である。
阿野家（羽林家・旧家・1944年継承者欠く）、綾小路家（羽林家・旧家）、池尻家（名家・新家）、石山家（羽林家・新家）、五辻家（羽林家・旧家）、今城家（羽林家・新家）、入江家（羽林家・新家）、石井家（半家・半家）、石野家（羽林家・新家）、植松家（羽林家・新家）、梅小路家（名家・新家）、梅園家（羽林家・新家）、梅溪家（羽林家・旧家）、裏辻家（羽林家・新家）、裏松家（名家・新家）、大宮家（羽林家・新家）、大原家（羽林家・新家・後に伯爵）、岡崎家（名家・新家）、小倉家（羽林家・旧家）、押小路家（羽林家・新家）、愛宕家（羽林家・新家）、風早家（羽林家・新家）、交野家（名家・新家）、勘解由小路家（名家・新家）、唐橋家（半家・旧家）、河鰭家（羽林家・旧家）、北小路家（藤原北家）（名家・新家）、北小路家（大江氏）（半家・新家）、清岡家（半家・新家）、櫛笥家（羽林家・旧家）、久世家（羽林家・新家）、倉橋家（半家・新家・1919年に女戸主）、桑原家（半家・新家・1919年返上）、五条家（半家・旧家）、桜井家（羽林家・新家）、澤家（半家・新家・後に伯爵）、慈光寺家（半家・旧家）、七条家（羽林家・新家）、芝山家（名家・新家）、持明院家（羽林家・旧家）、白川家（半家・旧家）、園池家（羽林家・新家）、高丘家（羽林家・新家）、高倉家（半家・旧家）、高辻家（半家・旧家）、高野家（羽林家・新家・1912年返上）、高松家（羽林家・新家）、竹内家（半家・旧家）、竹屋家（名家・旧家）、千種家（羽林家・新家）、土御門家（半家・旧家）、堤家（名家・新家）、富小路家（半家・旧家）、外山家（名家・新家）、豊岡家（名家・新家）、中園家（羽林家・新家）、長谷家（名家・新家）、難波家（羽林家・旧家）、西大路家（羽林家・旧家）、錦織家（半家・新家）、錦小路家（半家・旧家）、西洞院家（半家・旧家）、西四辻家（羽林家・新家）、野宮家（羽林家・新家）、萩原家（半家・新家）、八条家（羽林家・新家）、花園家（羽林家・新家）、東園家（羽林家・新家）、東坊城家（半家・旧家）、樋口家（半家・新家）、日野西家（名家・新家）、平松家（名家・新家）、藤井家（半家・新家）、藤谷家（羽林家・新家）、藤波家（半家・旧家）、伏原家（半家・新家）、舟橋家（半家・旧家）、穂波家（名家・新家・1905年返上）、堀河家（半家・新家・1944年継承者欠く）、町尻家（羽林家・新家）、水無瀬家（羽林家・旧家）、壬生家（羽林家・新家・後伯爵）、三室戸家（名家・新家）、武者小路家（羽林家・新家）、藪家（羽林家・旧家）、山井家（羽林家・新家）、山本家（羽林家・新家）、吉田家（半家・旧家）、冷泉家（羽林家・旧家）、六条家（羽林家・旧家）、六角家（羽林家・新家）
羽林家や旧家であることが伯爵の条件かのように説明する俗説もあるが誤りである。叙爵内規は羽林家・名家・半家、あるいは旧家・新家の区別で爵位の基準を定めていない。半家からは澤家を除いて伯爵家が出ておらず、子爵家になっているが、これは半家がほぼ非藤原氏であり、公家社会における家格が低く、極官もせいぜい各省の長官（卿）だったので、叙爵内規の定める条件を満たすことができなかったのが原因である。半家は伯爵になれないとか、藤原氏でないと伯爵以上にはなれないという定めがあったわけではない点には注意を要する。また旧家の方が新家より伯爵輩出率は高いが、それは単に家の歴史が長いので大納言直任の機会が多いというだけのことであり、新家は伯爵になれないなどという定めがあったわけではない。

##### 旧大名の子爵家
叙爵内規では「旧小藩知事即チ現米五万石未満及ヒ一新前旧諸侯タリシ家」を旧大名からの子爵位の対象者と定めていた。5万石未満の基準は表高や内高といった米穀の生産量ではなく、税収を差す現米（現高）である点に注意を要する。明治2年（1869年）2月15日に行政官が「今般、領地歳入の分御取調に付、元治元甲子より明治元戊辰迄五ヶ年平均致し（略）四月限り弁事へ差し出すべき旨、仰せいだされ候事」という沙汰を出しており、これにより各藩は元治元年（1864年）から明治元年（1868年）の5年間の平均租税収入を政府に申告した。その申告に基づき明治3年（1870年）に太政官は現米15万石以上を大藩・5万石以上を中藩・それ未満を小藩に分類した。それのことを指している。もちろんこの時点でこの分類が各大名家の爵位基準に使われることが想定されていたわけではなく、政府費用の各藩の負担の分担基準として各藩に申告させたものであり、それが1884年（明治17年）の叙爵内規の爵位基準にも流用されたものである。この基準に基づき、以下の家が旧小藩知事として子爵家に列せられた（念のため表高も併記しておくが、表高は爵位には一切影響を及ぼさないので注意。但し、後述するように喜連川藩主家を除き現米収入高に拘わらず表高が1万石を越えていないとそもそも旧諸侯と見做されない）。
青木家（摂津麻田藩現米4792石・表高1万0000石）、青山家（丹波篠山藩現米3万6320石・表高6万石）、青山家（美濃郡上藩現米1万5970石・表高4万8000石）、秋田家（陸奥三春藩現米1万2580石・表高5万石）、秋月家（日向高鍋藩現米1万6770石・表高2万7000石）、秋元家（上野館林藩現米3万7450石・表高6万石）、足利家（下野喜連川藩現米1930石・表高5000石）、阿部家（陸奥棚倉藩現米1万140石・表高6万石）、阿部家（上総佐貫藩現米4470石・表高1万6000石）、有馬家（下野吹上藩現米3530石・表高1万石、1943年返上）、有馬家（越前丸岡藩現米1万7360石・表高5万石）、安藤家（陸奥磐城平藩現米6760石・表高3万石）、安部家（武蔵半原藩現米5940石・表高2万250石、1946年継嗣襲爵せず）、井伊家（越後与板藩現米7190石・表高2万石）、池田家（備中生坂藩現米5680石・表高1万5000石）、池田家（備中鴨方藩現米9220石・表高2万5000石）、池田家（因幡鹿奴藩現米1万3250石・表高3万石）、池田家（因幡若桜藩現米8830石・表高1万5000石）、石川家（伊勢亀山藩現米2万4450石・表高6万石。1887年返上・1899年再叙爵）、石川家（常陸下館藩現米7910石・表高2万石）、板倉家（備中高梁藩現米8570石・表高2万石）、板倉家（上野安中藩現米7680石・表高3万石）、板倉家（三河重原藩現米8880石・表高2万8000石）、板倉家（備中庭瀬藩現米1万470石・表高2万石）、市橋家（近江西大路藩現米6710石・表高1万8000石）、伊東家（日向飫肥藩現米2万3340石・表高5万1080石）、伊東家（備中岡田藩現米7750石・表高1万343石）、稲垣家（志摩鳥羽藩現米1万2920石・表高3万石）、稲垣家（近江山上藩表高1万3000石）、稲葉家（豊後臼杵藩現米3万5270石・表高5万60石）、稲葉家（山城淀藩現米4万3780石・表高10万2000石）、稲葉家（安房館山藩現米3498石・表高1万石）、井上家（遠江鶴舞藩現米2万4150石・表高6万石）、井上家（常陸下妻藩現米2090石・表高1万石）、井上家（下総高岡藩現米3540石・表高1万石）、岩城家（出羽亀田藩現米1万2200石・表高1万8000石）、上杉家（出羽米沢新田藩現米2926石・表高1万石。1944年継嗣襲爵せず）、植村家（大和高取藩現米1万2700石・表高2万5000石）、内田家（下総小見川藩現米2710石・表高1万石）、大岡家（三河西大平藩現米3250石・表高1万石）、大岡家（武蔵岩槻藩現米8880石・表高2万3000石）、大久保家（相模小田原藩現米2万3410石・表高7万5000石）、大久保家（相模荻野山中藩現米4660石・表高1万3000石）、大久保家（下野烏山藩現米7530石・表高3万石）、大河内家（上総大多喜藩現米7280石・表高2万2294石）、大河内家（三河豊橋藩現米2万6200石・表高7万石）、大河内家（上野高崎藩現米3万3110石・表高8万2000石）、大関家（下野黒羽藩現米5340石・表高1万8000石）、太田家（遠江松尾藩現米1万9540石・表高5万37石）、大田原家（下野大田原藩現米2528石・表高1万1400石）、大村家（肥前大村藩現米2万3060石・表高2万7977石。後伯爵）、小笠原家（播磨安志藩現米4560石・表高1万石）、小笠原家（豊前千束藩現米4800石・表高1万石）、小笠原家（肥前唐津藩現米2万9423石・表高6万石）、小笠原家（越前勝山藩現米7260石・表高2万2777石）、岡部家（和泉岸和田藩現米3万4090石・表高5万3000石）、大給家（豊後府内藩現米1万4160石・表高2万1200石）、大給家（信濃龍岡藩現米5140石・表高1万6000石。後伯爵）、奥田家（越後村松藩現米2万690石・表高3万石）、奥田家（信濃須坂藩現米4330石・表高1万53石）、奥田家（越後椎谷藩現米4390石・表高1万石）、織田家（出羽天童藩現米7650石・表高1万8000石）、織田家（丹波柏原藩現米9190石・表高2万石）、織田家（大和芝村藩現米5210石・表高1万石）、織田家（大和柳本藩現米6600石・表高1万石）、片桐家（大和小泉藩現米5590石・表高1万1100石）、加藤家（近江水口藩現米1万1710石・表高2万石）、加藤家（伊予大洲藩現米3万476石・表高6万石）、加藤家（伊予新谷藩現米4890石・表高1万石）、加納家（上総一宮藩現米5470石・表高1万3000石）、亀井家（石見津和野藩現米3万753石・表高4万3000石。後伯爵）、吉川家（周防岩国藩。男爵から陞爵）、木下家（備中足守藩現米1万520石・表高2万5000石）、木下家（豊後日出藩現米1万280石・表高2万5000石）、京極家（讃岐丸亀藩現米3万3120石・表高5万1512石）、京極家（讃岐多度津藩現米7400石・表高1万石）、京極家（但馬豊岡藩現米5380石・表高1万5000石）、京極家（丹後峰山藩現米6030石・表高1万1144石）、九鬼家（摂津三田藩現米1万5290石・表高3万6000石）、九鬼家（丹波綾部藩現米7160石・表高1万9500石）、久世家（下総関宿藩現米1万5550石・表高4万3000石）、朽木家（丹波福知山藩現米1万3330石・表高3万2000石）、久留島家（豊後森藩現米6100石・表高1万2500石）、黒田家（筑前秋月藩現米2万800石・表高5万石）、黒田家（上総久留里藩現米1万1126石・表高3万石）、小出家（丹波園部藩現米1万3530石・表高2万6711石）、五島家（肥前福江藩現米6460石・表高1万2500石。1945年襲爵せず）、酒井家（出羽松山藩現米1万2420石・表高2万2500石）、酒井家（上野伊勢崎藩現米5510石・表高2万石）、酒井家（安房加知山藩現米4280石・表高1万2000石。1899年返上）、酒井家（越前鞠山藩現米4950石・表高1万石）、榊原家（越後高田藩現米4万8410石・表高15万石）、相良家（肥後人吉藩現米2万5090石・表高2万2100石。1946年返上）、桜井家（摂津尼崎藩現米2万7670石・表高4万石）、佐竹家（出羽久保田新田藩現米1万1910石・表高2万石）、真田家（信濃松代藩現米3万7150石・表高10万石。後伯爵）、島津家（日向佐土原藩現米1万8130石・表高2万7070石。後伯爵）、新庄家（常陸麻生藩現米4710石・表高1万石）、諏訪家（信濃高島藩現米1万6070石・表高3万石）、関家（備中新見藩現米6510石・表高1万8000石）、仙石家（但馬出石藩現米1万3840石・表高3万石）、相馬家（陸奥中村藩現米3万4610石・表高6万石）、高木家（河内丹南藩現米6600石・表高1万石）、滝脇家（駿河小島藩現米3560石・表高1万石）、建部家（播磨林田藩現米6420石・表高1万石。1947年返上）、立花家（陸奥三池藩現米4130石・表高1万石）、伊達家（伊予吉田藩現米1万4730石・表高3万石）、谷家（丹波山家藩現米4389石）、田沼家（遠江小久保藩現米4400石・表高1万石。1920年返上）、田村家（陸奥一関藩現米1万1210石・表高2万7000石）、津軽家（陸奥黒石藩現米8020石・表高1万石）、土屋家（常陸土浦藩現米2万8380石・表高9万5000石）、土井家（下総古河藩現米2万5710石・表高8万石）、土井家（三河刈谷藩現米7090石・表高2万3000石。1946年継嗣襲爵せず）、土井家（越前大野藩現米1万2630石・表高4万石）、東家（近江三上藩現米5200石・表高1万2000石）、藤堂家（伊勢久居藩現米2万3240石・表高5万3000石、1947年継嗣襲爵せず）、遠山家（美濃苗木藩現米4920石・表高1万21石）、土岐家（上野沼田藩現米1万5110石・表高3万5000石）、戸沢家（出羽新庄藩現米2万6070石・表高6万8200石）、戸田家（信濃松本藩現米3万6850石・表高6万石）、戸田家（下野宇都宮藩・現米1万8830石・表高7万850石）、戸田家（下野足利藩現米2700石・表高1万1000石）、戸田家（下野曾我野藩現米3720石・表高1万1139石）、戸田家（三河野村藩現米3900石）、鳥居家（下野壬生藩現米1万170石・表高3万石）、内藤家（越後村上藩現米2万9480石・表高5万90石）、内藤家（信濃高遠藩現米1万5330石・表高3万3000石）、内藤家（信濃岩村田藩現米4300石・表高1万5000石）、内藤家（日向延岡藩現米2万8906石・表高7万石）、内藤家（三河挙母藩現米6710石・表高2万石）、内藤家（陸奥湯長谷藩現米3260石・表高1万4000石）、永井家（大和櫛羅藩現米4550石・表高1万石）、永井家（摂津高槻藩現米1万7440石・表高3万6000石）、永井家（美濃加納藩現米1万3050石・表高3万2000石）、成瀬家（尾張犬山藩。男爵から陞爵）、鍋島家（肥前蓮池藩現米2万430石・表高5万2600石）、鍋島家（肥前小城藩現米2万7372石・表高7万3253石）、鍋島家（肥前鹿島藩現米9895石・表高2万石。1947年返上）、南部家（陸奥八戸藩現米9440石・表高2万石）、南部家（陸奥七戸藩現米1620石・表高1万384石）、西尾家（遠江横須賀藩現米1万4570石・表高3万5000石）、丹羽家（陸奥二本松藩現米1万2860石・表高5万石）、丹羽家（播磨三草藩現米4840石・表高1万石。1940年女戸主）、久松家（下総多古藩現米2750石・表高1万2000石）、久松家（伊予今治藩現米2万2720石・表高3万5000石）、土方家（伊勢菰野藩現米5720石・表高1万1000石）、一柳家（播磨小野藩現米5280石・表高1万石）、一柳家（伊予小松藩現米4830石・表高1万石）、北条家（河内狭山藩現米5470石・表高1万石）、保科家（上総飯野藩現米7500石・表高2万石）、細川家（肥後宇土藩現米1万2990石・表高3万石）、細川家（肥後高瀬藩現米1万3570石・表高3万5000石。1946年継嗣襲爵せず）、細川家（常陸茂木藩現米3850石・表高1万6300石）、堀田家（近江宮川藩現米4830石・表高1万3000石）、堀田家（下野佐野藩現米5290石・表高1万6000石）、堀家（信濃飯田藩現米1万40石・表高1万7000石）、本庄家（美濃高富藩現米3220石・表高1万石）、本庄家（丹後宮津藩現米2万7160石・表高7万石）、本多家（三河岡崎藩現米2万1351石・表高5万石）、本多家（陸奥泉藩現米4550石・表高1万8000石）、本多家（播磨山崎藩現米6680石・表高1万石）、本多家（近江膳所藩・現米2万5300石・表高6万石）、本多家（三河西端藩現米3280石・表高1万500石）、本多家（伊勢神戸藩現米6670石・表高1万5000石）、本多家（阿波長尾藩現米1万8939石・表高4万石）、本多家（信濃飯山藩現米1万1970石・表高2万石。1943年継嗣襲爵せず）、蒔田家（備中浅尾藩現米4140石・表高1万石）、前田家（加賀大聖寺藩現米2万8730石・表高10万石）、前田家（上野七日市藩現米2600石・表高1万14石）、牧野家（越後長岡藩現米1万500石・表高2万4000石）、牧野家（越後嶺岡藩）、牧野家（常陸笠間藩現米2万5180石・表高8万石）、牧野家（丹後舞鶴藩現米1万6750石・表高3万5000石）、牧野家（信濃小諸藩現米1万20石・表高1万5000石）、増山家（伊勢長島藩現米7390石・表高2万石）、松井家（武蔵川越藩現米2万1660石・表高8万400石）、松平家（丹波亀岡藩現米2万8380石・表高5万石）、松平家（肥前島原藩現米4万5120石・表高6万5900石）、松平家（豊後杵築藩現米2万1040石・表高3万2000石）、松平家（出羽上山藩現米1万480石・表高2万7000石。1908年返上）、松平家（信濃上田藩現米2万2808石・表高5万3000石）、松平家（三河西尾藩現米2万3190石・表高6万石）、松平家（美濃岩村藩現米1万3270石・表高3万石）、松平家（伊勢桑名藩現米2万3450石・表高6万石）、松平家（美作津山藩現米4万3120石・表高10万石）、松平家（越後清崎藩現米5520石・表高1万石）、松平家（出雲広瀬藩現米1万4390石・表高3万石）、松平家（出雲母里藩現米5353石・表高1万石）、松平家（播磨明石藩現米4万3470石・表高8万石）、松平家（陸奥斗南藩現米7380石・表高3万石）、松平家（美作鶴田藩現米2万660石・表高6万10000石）、松平家（美濃高須藩現米6630石・表高3万石。1947年継嗣襲爵せず）、松平家（伊予西条藩現米1万8190石・表高3万石）、松平家（陸奥松川藩現米6170石・表高2万石）、松平家（常陸石岡藩現米5260石・表高2万石。1945年継嗣襲爵せず）、松平家（常陸宍戸藩現米1890石・表高1万石）、松平家（武蔵忍藩現米4万2070石・表高10万石）、松平家（上野小幡藩現米4170石・表高2万石）、松前家（蝦夷渡島館藩現米2万3300石・表高3万石。1944年継承者欠く）、松浦家（肥前平戸新田藩現米4080石・表高1万石）、間部家（越前鯖江藩現米1万4960石・表高4万石。1943年返上）、三浦家（美作勝山藩現米1万1930石・表高2万3000石）、水野家（下総結城藩現米4840石・表高1万7000石）、水野家(上総菊間藩現米1万9260石・表高5万石)、水野家（上総鶴牧藩現米7040石・表高1万5000石）、水野家（出羽朝日山藩現米1万7500石・表高5万石）、三宅家（三河田原藩現米5740石・表高1万2072石）、毛利家（長門長府藩現米3万9972石・表高5万石）、毛利家（長門清末藩現米7600石・表高1万石）、毛利家（周防徳山藩現米2万1410石・表高4万10石）、毛利家（豊後佐伯藩現米1万2210石・表高2万石）、森家（播磨赤穂藩現米1万730石・表高2万石）、森家（播磨三日月藩現米8390石・表高1万5000石）、森川家（下総生実藩現米4030石・表高1万石）、柳生家（大和柳生藩現米5710石・表高1万石）、柳沢家（越後黒川藩現米4760石・表高1万石）、柳沢家（越後三日市藩現米4810石・表高1万石）、山内家（土佐高知新田藩現米4720石・表高1万3000石）、山口家（常陸牛久藩現米3700石・表高1万17石）、吉井家（上野吉井藩現米2160石・表高1万石）、米津家（常陸龍ヶ崎藩現米3320石・表高1万1000石）、米倉家（武蔵六浦藩現米2700石・表高1万2000石。1937年女戸主）、六郷家（出羽本荘藩現米1万3270石・表高2万21石。1941年返上）、脇坂家（播磨龍野藩現米2万7776石・表高5万1089石）、分部家（近江大溝藩現米6730石・表高2万石。1902年返上）、渡辺家（和泉伯太藩現米6070石・表高1万3520石）
1869年（明治2年）の華族制度発足の際の大名からの華族取り立ての判断基準は表高1万石以上の知行地を持つ者のことだったが、下野国喜連川藩足利家（旧喜連川家）は表高5000石だったのにもかかわらず、江戸時代には大名扱いだったため華族に列していた。子爵の内規に付けられている「一新前旧諸侯タリシ家」という文言は足利家を入れるために付けられたものである。御三家付家老や周防国岩国藩吉川家は陪臣扱いだったため、当初は男爵だったが、吉川家と成瀬家については1891年（明治24年）に子爵に陞爵している。また現米算出の領地範囲は明治2年時が基準であり、戊辰戦争等で減封となった藩は少なくなった領地範囲の現米を出すため、陸奥会津藩表高23万石から陸奥斗南藩表高3万石（現米7380石）に減知転封となった松平家も子爵家に含まれる。減封がなければ恐らく現米5万石以上で伯爵家だったと思われるが、賊藩であることからストレートに子爵になったわけではない点に注意を要する。つまり「賊藩→罰として子爵」ではなく「賊藩→罰として減封→現米減少→子爵」である。爵位基準はあくまで現米のみによって機械的に決定されるもので、罰の要素が入り込む余地はない。他の旧大名子爵家の中にも戊辰戦争の結果減封になった家はあるが、それらは減封がなくとも現米5万石以上に達するのはまず無理なので、どっちにしても子爵家だったと思われる。例外として上総請西藩林家は戊辰戦争後に表高1万石から300石に減知となって大名の地位を失ったため当初は叙爵がなく、1893年（明治26年）になってから特旨により男爵を受けている。また、安芸広島新田藩浅野家は華族になった後に本藩の広島藩に合併され、その際に当主が華族の地位を返上したため華族令が出た際には華族でなくなっていた。そのため叙爵がなかった。石高偽装がばれて華族身分を剥奪された元高家旗本の堀江藩大沢家も当然叙爵はなかった。1869年（明治2年）の華族制度発足から1884年（明治17年）の華族令公布までの間に華族でなくなっていたのはこの2家のみである。

##### 勲功による子爵家
叙爵内規で他の爵位と同様に「国家二勲功アル者」が受爵対象に定められていた。以下の家が勲功により子爵に叙された。
青木家、石井家（男爵から陞爵）、石黒家（男爵から陞爵・1941年継嗣襲爵せず）、伊集院家、伊東祐麿家、伊東祐了家（後に伯爵）、伊東巳代治家（男爵から陞爵・後に伯爵）、井上毅家、井上勝家、井上良馨家（男爵から陞爵）、岩下家、上原家（男爵から陞爵）、内田家（男爵から陞爵。後に伯爵）、榎本家、大浦家（男爵から陞爵）、大久保家、大迫貞清家、大迫尚敏家（男爵から陞爵）、大島久直家（男爵から陞爵）、大島義昌家（男爵から陞爵）、大村家、岡沢家（男爵から陞爵）、小川家（男爵から陞爵）、海江田家、香川家（後に伯爵）、桂家（後に公爵）、加藤高明家（男爵から陞爵・後に伯爵）、加藤友三郎家（男爵から陞爵）、金子家（男爵から陞爵・後に伯爵）、樺山家（後に伯爵）、川上家（1934年女戸主）、河瀬家、河田家、河野家（1922年継承者欠く）、川村家（男爵から陞爵）、清浦家（男爵から陞爵・後に伯爵）、清岡家、栗野家（男爵から陞爵）、黒田家、米田家（男爵から陞爵）、児玉家（男爵から陞爵・後に伯爵。1947年継嗣襲爵せず）、後藤家（男爵から陞爵・後に伯爵）、斎藤家（男爵から陞爵）、阪谷家（男爵から陞爵）、税所家、実吉家（男爵から陞爵）、佐野家（後に伯爵）、佐久間家（男爵から陞爵・後伯爵）、滋野家（1924年継嗣襲爵せず）、宍戸家、品川家、渋沢家（男爵から陞爵）、杉家、末松家（男爵から陞爵）、曾我家、曾禰家（男爵から陞爵）、高島家（1943年継承者欠く）、高橋家（男爵から陞爵）、田尻家（男爵から陞爵）、立見家（男爵から陞爵）、田中不二麿家、田中光顕家（後伯爵・1946年返上）、谷家、珍田家（男爵から陞爵。後に伯爵）、寺内家（後に伯爵）、鳥尾家、中牟田家、西家（男爵から陞爵）、仁礼家（1945年継嗣襲爵せず）、野津家（後に侯爵）、野村家、橋本家（男爵から陞爵）、長谷川家（男爵から陞爵・後に伯爵）、波多野家（男爵から陞爵）、花房家（男爵から陞爵）、浜尾家（男爵から陞爵）、林董家（男爵から陞爵・後に伯爵）、林友幸家（後に伯爵）、土方家（後に伯爵・1934年返上）、平田家（男爵から陞爵・後に伯爵）、福岡家、福羽家、本野家（男爵から陞爵）、牧野家（男爵から陞爵・後に伯爵）、三浦家、三島家、陸奥家（後に伯爵・1947年返上）、森家、三好家、山尾家、山岡家（1943年女戸主）、山口家（男爵から陞爵）、山地家（男爵から陞爵）、由利家、芳川家（後に伯爵）、吉田家、渡辺国武家、渡辺千秋家（男爵から陞爵・後に伯爵）、渡辺昇家（1944年継嗣襲爵せず）

##### 高位華族の分家の子爵家
明治以降に分家した華族は「一新後華族に列せられたる者」という叙爵内規によって男爵を授爵されるのが基本であったが、本家が高い爵位を持っている場合には特例として子爵位が与えられることがあった（ただし公侯爵の分家でも大半は男爵である）。子爵を与えられた分家華族としては、近衛秀麿家（公爵近衛家分家）、徳川武定家（松戸徳川家）（侯爵水戸徳川家分家）、松平慶民家（侯爵越前松平家分家）の3家がある。また、岩倉具経家（公爵岩倉家分家）、長岡護美家（侯爵細川家分家（長岡家））、山内豊尹家（侯爵山内家分家）の3家も陞爵して子爵が与えられている。

#### 主な日本の子爵
- 青木周蔵 - 第5代外務大臣ほか。
- 石井菊次郎 - 第30代外務大臣ほか。
- 井上毅 - 第10代文部大臣ほか。
- 上原勇作 - 第19代陸軍大臣ほか。元帥陸軍大将。日本工兵の父。
- 榎本武揚 - 初代逓信大臣ほか。旧幕府海軍副総裁、蝦夷共和国総裁。
- 大久保一翁 - 第5代東京府知事。旧幕府若年寄。
- 岡沢精 - 陸軍大将。
- 海江田信義 - 枢密院顧問官ほか。
- 加藤友三郎 - 第21代内閣総理大臣ほか。海軍大将。
- 川上操六 - 陸軍大将。
- 川村景明 - 元帥陸軍大将。
- 児玉源太郎 - 陸軍大将。
- 近衛秀麿 - 指揮者、作曲家。日本のオーケストラのパイオニア的存在。
- 斎藤実 - 第30代内閣総理大臣ほか。海軍大将。
- 阪谷芳郎 - 第3代東京市長、第11代大蔵大臣ほか。
- 佐野常民 - 第3代元老院議長ほか。佐賀の七賢人の一人。
- 品川弥二郎 - 第6代内務大臣ほか。
- 渋沢栄一 - 第一国立銀行頭取ほか。日本資本主義の父
- 末松謙澄 - 第19代内務大臣ほか。
- 高橋是清 - 第20代内閣総理大臣ほか。
- 田中光顕 - 第3代宮内大臣ほか。陸軍少将。陸援隊副隊長。
- 谷干城 - 初代農商務大臣ほか。陸軍中将。
- 濱尾実 - 東宮侍従ほか。
- 福岡孝弟 - 第6代文部卿ほか。旧土佐藩家老。
- 三浦梧楼 - 枢密院顧問官ほか。陸軍中将。
- 三島通庸 - 第5代警視総監ほか。
- 森有礼 - 初代文部大臣ほか。明治六大教育家の一人。
- 山岡鉄舟 - 宮内少輔ほか。旧幕府若年寄。
- 渡辺国武 - 第2代大蔵大臣ほか。

### 朝鮮貴族の子爵
日韓併合後の1910年（明治43年）の朝鮮貴族令（皇室令第14号）により華族に準じた朝鮮貴族の制度が設けられた。朝鮮貴族にも公侯伯子男の五爵が存在した（ただし朝鮮貴族の公爵に叙された者は現れず、朝鮮貴族の最上位爵位は侯爵だった）。朝鮮貴族の爵位は華族における同爵位と対等の立場にあるが、貴族院議員になる特権がない点が華族と異なった。
朝鮮貴族の爵位は家柄に対してではなく日韓併合における勲功などに対して与えられたものだったが、そうした勲功を上げることができるのは大臣級の政治家や軍人だった者だけであるため、朝鮮王朝の最上位貴族階級だった両班出身者で占められた。
朝鮮貴族の爵位に叙された者は全部で76名であり、うち子爵に叙されたのは李完鎔、李埼鎔、朴斉純、高永喜、趙重応、閔丙奭、李容稙、金允植、権重顕、李夏栄、李根沢、宋秉畯、任善準、李載崐、尹徳栄、趙民煕、李秉武、李根命、閔泳韶、閔泳徽、金声根の22名である。現代韓国で「親日売国奴」の代名詞となっている「乙巳五賊」のうち4人、「丁未七賊」のうち6人が子爵に叙されている。中でも宋秉畯は最大の親日反民族主義者として併合後も日本とのパイプ役を務め続け、その功績で伯爵に陞爵。野田姓に創氏改名し「野田伯」と称された（朝鮮貴族で創氏改名する者は稀だった）。一方、李容稙と金允植は併合後、反日民族主義者となり、1919年の三・一独立運動で韓国独立を請願したために爵位剥奪処分となった。彼らや受爵を拒絶したり返却した者らはたとえ日韓併合時に「親日売国」行為があったとしても現代韓国で高く評価される傾向がある。
1944年時点で朝鮮貴族の子爵家の数は当初の22家から17家に減っていた（朝鮮貴族家の総数も当初の76家から59家に減少していた）。

## 中国の子爵
西周時代に設置された爵について、『礼記』には「王者之制緑爵。公侯伯子男凡五等」とあり、「子」は五つある爵の下から二番目に位置づけている。一方で『孟子』万章下には「天子之卿、受地視侯、大夫受地視伯、元士受地視子男。」とあり、天子を爵の第一とし、子男をひとまとめにしている。『礼記』・『孟子』とともに男、もしくは子男は五十里四方の領地をもつものと定義している。また『春秋公羊伝』には「天子は三公を公と称し、王者之後は公と称し、其の余大国は侯と称し、小国は伯・子・男を称す」という三等爵制が記述されている。金文史料が検討されるようになって傅期年、郭沫若、楊樹達といった研究者は五等爵制度は当時存在せず、後世によって創出されたものと見るようになった。王世民が金文史料を検討した際には公侯伯には一定の規則が存在したが、子男については実態ははっきりしないと述べている。貝塚茂樹は『春秋左氏伝』を検討し、五等爵は春秋時代末期には存在していたとしたが、体系化された制度としての五等爵制度が確立していたとは言えないと見ている。
漢代においては二十等爵制が敷かれ、「子」の爵位は存在しなかった。魏の咸熙元年（264年）、爵制が改革され、子の爵位が復活した。「公侯伯子男」の爵位は列侯や亭侯の上位に置かれ、諸侯王の下の地位となる。食邑は大国なら八百戸、五十里四方の土地、次国なら六百戸、四十五里四方の土地が与えられることとなっている。その後西晋および東晋でも爵位は存続している。
南北朝時代においても晋の制度に近い叙爵が行われている。隋においては国王・郡王・国公・県公・侯・伯・子・男の爵が置かれ、唐においては王・開国国公・開国郡公・開国県公・開国侯・開国伯・開国子・開国男の爵位が置かれた。

### 主要な中国の子爵
咸熙元年の叙爵では、陳羣・高柔・荀彧といった魏時代の功臣の子孫が「子」の爵を受けている。また羊祜もこの際に子の爵位（鋸平子）を受けている。

## イギリスの子爵

英国子爵の紋章上の冠。

イングランドに確固たる貴族制度を最初に築いた王は征服王ウィリアム1世（在位：1066年-1087年）である。彼はもともとフランスのノルマンディー公であったが、エドワード懺悔王（在位：1042年-1066年）の崩御後、イングランド王位継承権を主張して1066年にイングランドを征服し、イングランド王位に就いた（ノルマン・コンクエスト）。重用した臣下もフランスから連れて来たノルマン人だったため、大陸にあった貴族の爵位制度がイングランドに持ち込まれるようになったのが誕生のきっかけである。
子爵（Viscount）は爵位の中でも最後に生まれたものであり、1440年に第6代ボーモント男爵ジョン・ボーモントにボーモント子爵位が与えられたのが最初である。
イングランド王国、スコットランド王国、アイルランド王国それぞれに貴族制度があり、それぞれをイングランド貴族、スコットランド貴族、アイルランド貴族という。イングランド王国とスコットランド王国がグレートブリテン王国として統合された後は新設爵位はグレートブリテン貴族として創設されるようになり、イングランド貴族・スコットランド貴族の爵位は新設されなくなった。さらにグレートブリテン王国とアイルランド王国がグレートブリテンおよびアイルランド連合王国として統合された後には新設爵位は連合王国貴族として創設されるようになり、グレートブリテン貴族とアイルランド貴族の爵位は新設されなくなった。イングランド貴族、スコットランド貴族、グレートブリテン貴族、アイルランド貴族、連合王国貴族いずれにおいても子爵位は第4位として存在する。スコットランド貴族以外の子爵位は他の爵位と違って爵位名にofがつかないという特徴がある（例えばヘレフォード子爵は「Viscount Hereford」であり「Viscount of Hereford」ではない）。
五爵のうち最上位の公爵のみ「閣下（Your Grace）」で、侯爵以降の貴族は全て「卿（Lord）」と尊称される。子爵の息子及び娘にはHonorable（オナラブル）が敬称として付けられる。
英国貴族の爵位は終身であり、原則として生前に爵位を譲ることはできない。爵位保有者が死亡した時にその爵位に定められた継承方法に従って爵位継承が行われ、爵位保有者が自分で継承者を決めることはできない。かつては爵位継承を拒否することもできなかったが、1963年の貴族法制定以降は爵位継承から1年以内（未成年の貴族は成人後1年以内）であれば自分一代に限り爵位を放棄して平民になることが可能となった。
有爵者は貴族院議員になりえる。かつては原則として全世襲貴族が貴族院議員になったが（ただし女性世襲貴族は1963年貴族法制定まで貴族院議員にならなかった。また1963年までスコットランド貴族とアイルランド貴族は貴族代表議員に選ばれた者以外議席を有さなかった。アイルランド貴族の貴族代表議員制度は1922年のアイルランド独立の際に終わり、スコットランド貴族は1963年貴族法によって全員が貴族院議員に列した）、1999年以降は世襲貴族枠の貴族院議員数は92議席に限定されている。貴族院の活動において爵位の等級に重要性はない。

### 現存する子爵家

#### イングランド貴族
- ヘレフォード子爵 (1550年) デヴァルー家

#### スコットランド貴族
- フォークランド子爵 (1620年) ケーリー家
- アーバスノット子爵 (1641年) アーバスノット家
- オックスファード子爵（英語版） (1651年) マクギル家

#### グレートブリテン貴族
- ボリングブルック子爵（1712年）・シンジョン子爵（1716年）：シンジョン家
- コバム子爵（1718年）：リトルトン家
- ファルマス子爵（1720年）：ボスコーエン家
- トリントン子爵（1721年）：ビング家
- フッド子爵（1796年）：フッド家

#### アイルランド貴族
1. ゴーマンストン子爵（英語版） (1478年) プレストン家
2. マウントガーレット子爵（英語版） (1550年) バトラー家（英語版）
3. ヴァレンティア子爵 (1622年) アンズリー家
4. ディロン子爵（英語版） (1622年) ディロン家
5. マッセリーン子爵（英語版） (1660年)/フェラード子爵（英語版） (1797年) スケッフィントン家
6. チャールモント子爵（英語版） (1665年) コールフィールド家
7. ダウン子爵（英語版） (1680年) ドーネイ家
8. モールズワース子爵（英語版） (1716年) モールスワース家
9. チェットウィンド子爵（英語版） (1717年) チェットウィンド家
10. ミドルトン子爵 (1717年) ブロドリック家
11. ボイン子爵 (1717年) ハミルトン＝ラッセル家（英語版）
12. ゲージ子爵（英語版） (1720年) ゲージ家
13. ゴールウェイ子爵 (1727年) モンクトン＝アランデル家
14. ポーズコート子爵 (1744年) ウィンフィールド家
15. アシュブルック子爵（英語版） (1751年) フラワー家
16. サゼル子爵（英語版） (1776年) サゼル家
17. ド・ヴェシー子爵 (1776年) ヴィジー家
18. リフォード子爵（英語版） (1781年) ヒューイット家
19. バンガー子爵（英語版） (1781年) ウォード家
20. ドナラル子爵（英語版） (1785年)　セント・レジャー家（英語版）
21. ハーバートン子爵（英語版） (1791年) ポメロイ家（英語版）
22. ハワーデン子爵 (1793年) モード家
23. マンク子爵 (1801年1月) マンク家
24. ゴート子爵 (1816年) ヴェレカー家

#### 連合王国貴族
1. セント・ヴィンセント子爵 (1801) ジャービス家
2. メルヴィル子爵 (1802) ダンダス家
3. シドマス子爵 (1805年) アディントン家
4. エクスマス子爵 (1816) ペルー家
5. コンバーミア子爵（英語版） (1827) ステイプルトン＝コットン家
6. ヒル子爵（英語版） (1842) クレッグ＝ヒル家
7. ハーディング子爵 (1846) ハーディング家
8. ゴフ子爵 (1849年) ゴフ家
9. ブリッドポート子爵 (1868) ネルソン・フッド家
10. ポートマン子爵 (1873) ポートマン家
11. ハムデン子爵（英語版） (1884) ブランド家
12. ハンブルデン子爵（英語版） (1891) スミス家
13. ナッツフォード子爵（英語版） (1895) ホランド＝ヒバート家
14. イーシャー子爵 (1897) ブレット家
15. ゴッシェン子爵 (1900年) ゴッシェン家
16. リドレー子爵 (1900) リドレー家
17. クーロスのコルヴィル子爵 (1902) コルヴィル家
18. セルビー子爵（英語版） (1905) ガリー家
19. ノールズ子爵 (1911) ノールズ家（英語版）
20. アレンデール子爵（英語版） (1911) ボーモント家（英語版）
21. チルストン子爵（英語版） (1911)エイカーズ＝ダグラス家
22. スカーズデール子爵 (1911) カーゾン家
23. マージー子爵 (1916) ビンガム家
24. カウドレー子爵 (1917) ピアソン家
25. デヴォンポート子爵 (1917) キアリー家
26. アスター子爵 (1917) アスター家
27. ウィンボーン子爵（英語版） (1918) ゲスト家（英語版）
28. セント・デイヴィッズ子爵 (1918) フィリップス家
29. ロザミア子爵 (1919) ハームズワース家
30. アレンビー子爵 (1919) アレンビー家
31. チェルムスファド子爵 (1921) セシジャー家
32. ロング子爵（英語版） (1921) ロング家
33. アルスウォーター子爵 (1921) ラウザー家（英語版）
34. レッキーのヤンガー子爵 (1923) ヤンガー家
35. ベアーステッド子爵（英語版） (1925) サミュエル家
36. クレイガヴォン子爵（英語版） (1927) クレイグ家
37. ブリッジマン子爵 (1929) ブリッジマン家
38. ヘイルシャム子爵 (1929) ホッグ家
39. ブレントフォード子爵（英語版） (1929) ジョインソン＝ヒックス家
40. バックマスター子爵（英語版） (1932) バックマスター家
41. ブレディスロー子爵 (1935) バサースト家
42. ハンワース子爵 (1936) ポロック家（英語版）
43. トレンチャード子爵 (1936) トレンチャード家
44. サミュエル子爵 (1937) サミュエル家
45. ドックスフォードのランシマン子爵（英語版） (1937) ランシマン家
46. デイヴィッドソン子爵（英語版） (1937) デイヴィッドソン家
47. ウィアー子爵（英語版） (1938) ウィアー家
48. カルデコート子爵（英語版） (1939) インスキップ家
49. キャムローズ子爵 (1941) ベリー家
50. スタンズゲート子爵 (1942) ベン家
51. マーゲッソン子爵 (1942) マーゲッソン家
52. ダヴェントリー子爵 (1943) フィッツロイ家
53. アディソン子爵 (1945) アディソン家
54. ケムズリー子爵 (1945) ベリー家
55. マーチウッド子爵（英語版） (1945) ペニー家
56. アラメインのモントゴメリー子爵 (1946) モントゴメリー家
57. ウェイヴァーリー子爵 (1952) アンダーソン家（英語版）
58. サーソー子爵 (1952) シンクレアー家（英語版）
59. ブルックバラ子爵 (1952) ブルック家
60. ノリッジ子爵（英語版） (1952) クーパー家
61. レザーズ子爵（英語版） (1954) レザーズ家
62. ソウルベリー子爵 (1954) ラムザバザム家
63. シャンドス子爵 (1954) リトルトン家
64. マルバーン子爵（英語版） (1955) ハギンズ家
65. ド・リール子爵 (1956) シドニー家
66. ブレンチリーのモンクトン子爵（英語版） (1957) モンクトン家
67. テンビー子爵 (1957) ロイド・ジョージ家
68. ハリファックスのマッキントッシュ子爵（英語版） (1957) マッキントッシュ家
69. ダンロッシル子爵 (1959) モリソン家
70. フィンドホーンのステュアート子爵（英語版） (1959) ステュアート家
71. ロッチデール子爵（英語版） (1960) ケンプ家
72. スリム子爵 (1960) スリム家
73. ヘッド子爵（英語版） (1960) ヘッド家
74. マートンのボイド子爵（英語版） (1960) レノックス＝ボイド家
75. ミルズ子爵（英語版） (1962) ミルズ家
76. ブレイクナム子爵 (1963) ヘア家
77. エクルズ子爵 (1964)エクルズ家
78. ディルホーン子爵 (1964) マニンガム＝ブラー家

### 伯爵以上の貴族が従属爵位として持つ子爵位
- アーレイ子爵(レディング侯爵)
- アンバーレイ子爵(ラッセル伯爵)
- イプスウィッチ子爵(グラフトン公爵)
- インヴァーカイシング子爵(ローズベリー伯爵)
- ヴィリアーズ子爵(ジャージー伯爵)
- ウォルマー子爵(セルボーン伯爵)
- エリントン子爵(クローマー伯爵)
- オールトラップ子爵(スペンサー伯爵)
- カスルリー子爵(ビュート侯爵)
- キャルネ及びキャルストン子爵(ランズダウン侯爵)
- グウィネズ子爵(ドワイフォーのロイド＝ジョージ伯爵)
- クランボーン子爵(ソールズベリー侯爵)
- クランモーリス子爵(ランズダウン侯爵)
- クローマー子爵(クローマー伯爵)
- ゴードン子爵(アバディーン＝テメイア侯爵)
- ストラバーン子爵(アバコーン公爵)
- スペンサー子爵(スペンサー伯爵)
- ダンダフ子爵(モントローズ公爵)
- チャムリー子爵(チャムリー侯爵)
- トレンタム子爵(サザーランド公爵)
- ハーウィック子爵(グレイ伯爵)
- ハリファックス子爵(ハリファックス伯爵)
- フィッツモーリス子爵(ランズダウン侯爵)
- フォーマーティーン子爵(アバディーン＝テメイア侯爵)
- プレストウッド子爵(アトリー伯爵)
- ベルグレイヴ子爵(ウェストミンスター公爵)
- マクミラン子爵(ストックトン伯爵)
- マルパス子爵(チャムリー侯爵)
- メルガンド子爵(ミントー伯爵)
- メントモア子爵(ローズベリー伯爵)
- モーペスのハワード子爵(カーライル伯爵)
- ローズベリー子爵(ローズベリー伯爵)
- ロチェスター子爵(サマセット公爵)
- ロッコウ＝グレニーレ子爵(アーガイル公爵)

### 廃絶した子爵位
- サックヴィル子爵
- ウィンブルドン子爵（英語版）
- ウェーヴェル子爵
- カードウェル子爵
- カンタベリー子爵（英語版）
- チェルウッドのセシル子爵
- パーマストン子爵
- ヒューエンデン子爵
- クロス子爵
- ファラドンのグレイ子爵
- アランブルック子爵
- ミルナー子爵
- メルバーン子爵
- ランダッフ子爵
- サイモン子爵
- チャップリン子爵

## スペインの子爵

スペインの子爵の紋章上の冠

王室の称号プリンシペ（Príncipe）を除けば、スペイン貴族の階級には上からDuque（公爵）、Marqués（侯爵）、Conde（伯爵）、Vizconde（子爵）、 Barón（男爵）、Señor（領主）の6階級があり、子爵は第4位である。爵位の大半は伯爵以上であり、子爵以下は数が少ない。子爵位にはグランデの格式が伴う物と伴わない物がある。グランデの格式を伴う爵位保有者はExcelentísimo Señor (男性)  Excelentísima Señora (女性)の敬称で呼ばれ、グランデの格式がない爵位保有者はIlustrísimo Señor (男性) Ilustrísima Señora(女性)の敬称で呼ばれる。
伯爵以上の貴族の長男は他の称号を持たない場合には親の称号に由来する地名の子爵位を爵位の継承まで名乗ることができる。貴族称号の放棄も可能だが、他の継承資格者の権利を害することはできず、また直接の相続人以外から継承者を指名することはできない。貴族称号保持者が死去した場合、その相続人は1年以内に法務省に継承を請願する必要があり、もし2年以内に請願が行われなかった場合は受爵者が死亡した場所の州政府が政府広報で発表した後、他の承継人に継承の道が開かれる。爵位の継承には所定の料金がかかる。
歴史的にはスペインの前身であるカスティーリャ王国、アラゴン連合王国、ナバーラ王国にそれぞれ爵位貴族制度があり、17世紀のカスティーリャの貴族の爵位は公爵、侯爵、伯爵に限られ、この三爵位の次期候補者がまれに子爵を使っていた。1520年までカスティーリャの爵位貴族は35名しかいなかったが、フェリペ3世時代以降に爵位貴族が急増した。
1931年の革命で王位が廃されて第二共和政になった際に貴族制度が廃止されたことがあるが、1948年に総統フランシスコ・フランコが貴族制度を復活させ、国王による授爵と同じ規則のもとにフランコが授爵を行うようになった。王政復古後は再び国王が授爵を行っている。

### 現存する子爵位
スペイン貴族には現在141個の子爵位が存在し、うち2個がグランデの格式を有する。

## 欧州との対応
- 子爵と訳されることがあるヨーロッパの爵位
  - vicomte - フランスの歴史的子爵家の一覧（フランス語）
  - viscount（英語）
  - vidame（フランス語） 封建制の領主でフランス、神聖ローマ帝国からスイスにかけて存在[注釈 6]。